# Ostrovy královny Alžběty

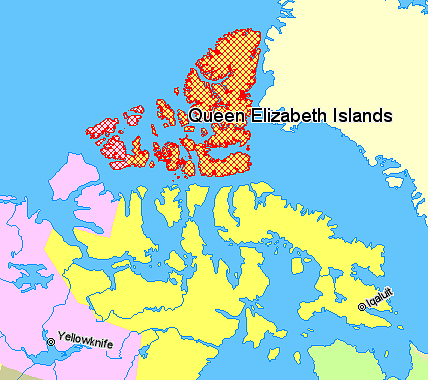
Ostrovy královny Alžběty, severní Kanada. Větší část náleží teritoriu Nunavut (žlutá), pouze několik ostrovů na západě Severozápadním teritoriím (růžová).

Ostrovy královny Alžběty (angl. Queen Elizabeth Islands) je nejsevernější část Kanadského arktického souostroví. Od zbytku souostroví je odděluje soustava průlivů na 74° severní šířky , nejsevernějším mysem je Cape Columbia na Ellesmerově ostrově (83°6′41″ s. š., 69°57′12″ z. d.). Celková rozloha souostroví je 418 961 km².
Velmi staré horniny (silur, karbon) jsou pokryty tundrovou vegetací. Severní a západní partie jsou trvale pokryty ledem. Ostrovy jsou velmi řídce osídleny (celkem cca 400 obyvatel). Obyvatelstvo se soustřeďuje pouze do samot, větší města zde nejsou.
Do roku 1953 se užíval název Parryho souostroví (po britském polárníkovi Williamu Edwardu Parrym). Název byl změněn na počest královny Alžběty II. krátce po její korunovaci.

## Ostrovy s rozlohou nad 10000km²
- Ellesmerův ostrov (196 235 km²)
- Devonský ostrov (55 247 km²)

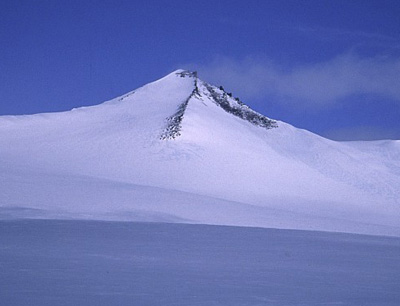
Nejvyšším bodem souostroví je Barbeau Peak na Ellesmerově ostrově (2616 m n. m.)

- ostrov Axela Heiberga (43 187 km²)
- Melvillův ostrov (42 149 km²)
- Bathurstův ostrov (16 042 km²)
- ostrov prince Patrika (15 848 km²)
- ostrov Ellefa Ringnese (11 295 km²)